# Motte des Justices

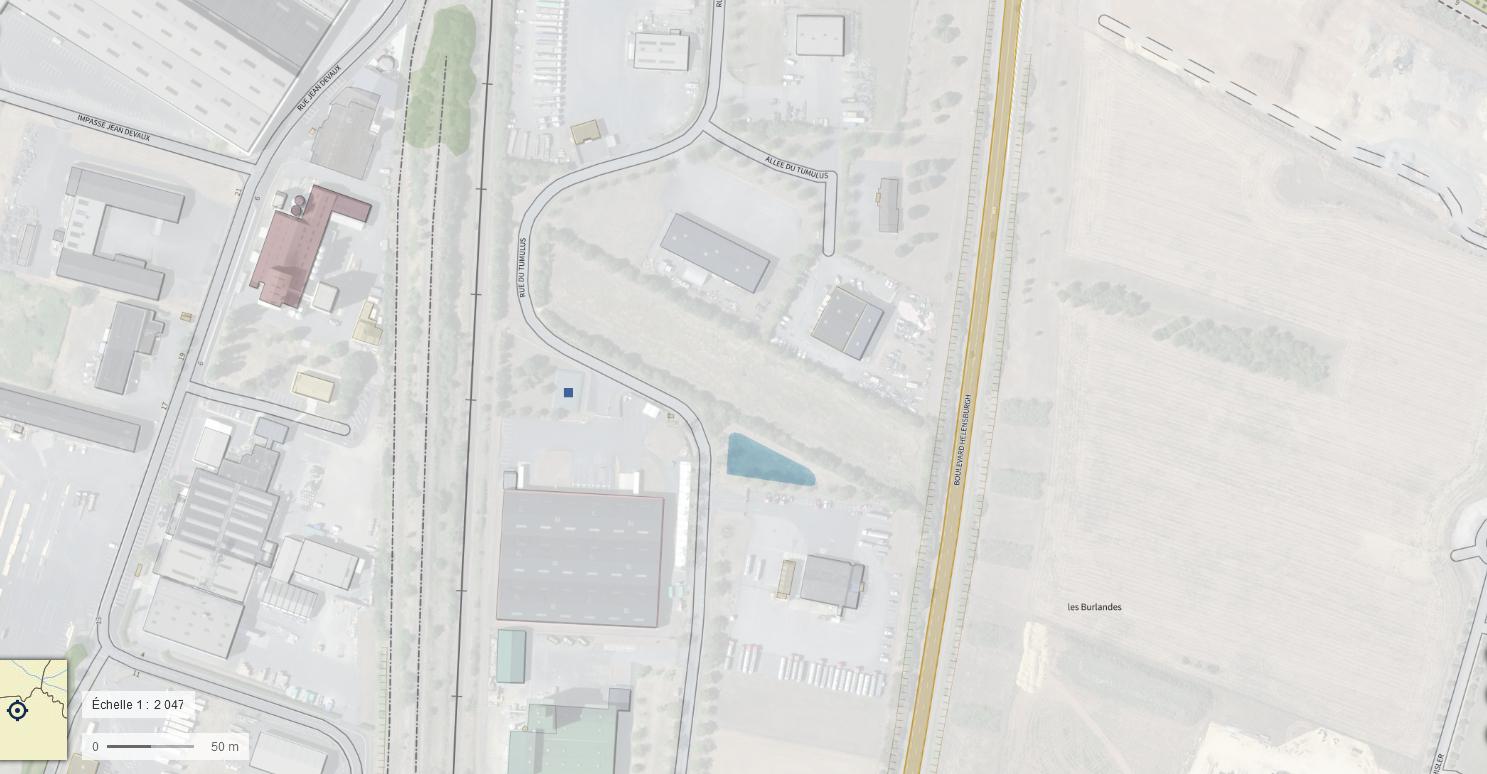
Carte du site du Tumulus de la Motte des Justices, [https://www.geoportail.gouv.fr/carte?c=-0.19633477733107407,46.995808881048134&z=18&l0=ORTHOIMAGERY.ORTHOPHOTOS::GEOPORTAIL:OGC:WMTS(1)&l1=GEOGRAPHICALGRIDSYSTEMS.PLANIGNV2::GEOPORTAIL:OGC:WMTS(0.76)&permalink=yes Le Tumulus de la Motte des Justices sur geoportail.gouv.fr

La Motte des Justices est un tumulus situé sur le territoire de la commune de Thouars, dans le département des Deux-Sèvres.

## Historique
Le monument est représenté sur le plan cadastral napoléonien. En 1861, l'historien local Charles Imbert est le premier à identifier le site comme un tumulus surmonté d'un dolmen.
Au milieu des années 1980, les projets de création d'une déviation routière et de création d'une zone industrielle conduisent à la réalisation d'un sondage, puis à une fouille partielle du monument de 1985 à 1988 dirigée par Georges Germond faisant la découverte, en révélant que le dolmen fût construit secondairement après l'élévation du tumulus, et en 1994, les fouilles ont permis une étude partielle de sa masse et de son fossé périphérique édifiés aussi au Néolithique moyen, ainsi que la sauvegarde de cette structure mégalithique.

## Description
Le tumulus mesure 180 m de long pour une largeur de 10 m à l'extrémité ouest, 14 m au centre et 10 m à l'extrémité est. C'est l'un des plus longs tumulus de France et d'Europe. Sa hauteur primitive aux points les plus élevés aurait été de 2,70 à 2,90 m.
La base du monument est constituée d'une couche d'argile rouge, comme celle que l'on trouve dans les champs avoisinants, d'une épaisseur moyenne de 19 cm. Le tumulus a été construit autour d'une arête centrale, constituée du même argile, dont l'épaisseur atteint à ce niveau 1 à 1,20 m.
Des arêtes secondaires, perpendiculaires à l'arête centrale, compartimentent la structure. Elles sont constituées d'argile et de petits cailloux calcaires prenant souvent la forme de demi-cylindres. Certaines sont recouvertes de dallettes plates disposées comme un manteau d'écailles ou dressées verticalement à la base du tumulus. Larges de 0,50 à 0,60 m et hautes au maximum de 0,30 m elles ne constituent pas des éléments de consolidation de la structure. Ce rôle est assuré par des « butoirs », constitués de murailles grossières qui ont été ajoutées en contrefort.
Ce type de construction présente des parentés avec le tumulus du Montioux à Sainte-Soline.
Chaque compartiment ainsi constitué a été comblé avec des dallettes calcaires, du gravier et de la terre (sablonneuse ou végétale). Ces différents matériaux, disposés en couches distinctes ou en tas juxtaposés sont issus de carrières creusées tout autour du tumulus sur 2 à 3 m de profondeur d'une largeur de 7,35 à 9,50 m en surface mais diminuant à 1,50 à 2,50 m au fond.
A environ 60 m de son extrémité ouest, le tumulus comporte en surface une grosse dalle en poudingue à gros cailloux de quartz blanc. Elle est de forme trapézoïdale et mesure 4 m de long sur 2,60 m de large pour une épaisseur de 0,55 m. La nature de la construction qu'elle recouvre est inconnue (chambre ou un coffre), la fouille de cette partie de l'édifice ayant été différée mais plusieurs tentatives clandestines de dégagement ont déjà été réalisées.

## Matériel archéologique
L'ensemble du matériel archéologique découvert lors des  fouilles de 1985-1988 est assez pauvre, quelques rares silex taillés (éclats, lames grossières, grattoirs, pointe de flèche tranchante type Sublaines), esquilles de bois de cerf, tessons de poterie chasséenne ou plus récente. Certains objets lithiques plus ancien ont été apportés avec le remblai (objets lithiques de facture moustérienne), d'autres ont été déposés intentionnellement (morceaux de pic de bois de cerf et hache retrouvés sous des pierres les protégeant .
Un bloc à trois cuvettes, polissoir en granite gris, d'un diamètre de 1,10 m pour une épaisseur de 0,20 à 0,45 m, avec trois cuvettes ovales et profondes, désormais au musée, a également été retrouvé.
Un pic en bois de cerf découvert à la base du tumulus a été daté de la deuxième moitié du Ve millénaire av. J.-C., au Néolithique moyen.